# Incoruptibilii (film)
Incoruptibilii (în engleză The Untouchables) este un film dramă/crimă din 1987 bazat pe seria televizată din 1959 care urmărește eforturile lui Eliott Ness de a-l aduce pe gangsterul Al Capone în fața justiției în perioada Prohibiției. Filmul a fost regizat de Brian De Palma și adaptat de David Mamet iar din distribuție fac parte Kevin Costner - în rolul lui Ness, Sean Connery - în rolul polițistului Jim Malone și Robert De Niro - în rolul lui Capone.
Connery a primit Premiul Oscar pentru cel mai bun actor în rol secundar iar filmul a devenit un succes având încasări de peste 76 milioane $. Un nou film The Untouchables: Capone Rising este în producție. Regizat tot de Brian De Palma filmul va prezent ascensiunea lui Al Capone. 
Premii: Premiul Oscar pentru cel mai bun actor în rol principal - Sean Connery, trei nominalizări la Premiul Oscar.
În 1920, Al Capone deținea puterea absolută în Chicago. Nimeni nu se putea atinge de el. Nimeni nu-l putea opri. Până când Eliot Ness și o echipă de detectivi jură să-l îngenuncheze.

## Distribuție
- Kevin Costner . . . . . Eliot Ness
- Robert De Niro . . . . . Al Capone
- Sean Connery . . . . . Jimmy Malone
- Andy Garcia . . . . . George Stone/Giuseppe Petri
- Charles Martin Smith . . . . . Oscar Wallace
- Billy Drago . . . . . Frank Nitti
- Richard Bradford . . . . . Mike Dorsett
- Jack Kehoe . . . . . Walter Payne
- Patricia Clarkson . . . . . Catherine Ness
- Anthony Mockus . . . . . Judecătorul

## Premii și nominalizări

### Premiul Oscar
- Premiul Oscar pentru cel mai bun actor în rol secundar - Sean Connery (câștigat)
- Premiul Oscar pentru cea mai bună regie artistică - Patrizia von Brandenstein , William A. Elliott , Hal Gausman (nominalizat)
- Premiul Oscar pentru cele mai bune costume - Marilyn Vance (nominalizat)
- Premiul Oscar pentru cea mai bună coloană sonoră - Ennio Morricone (nominalizat)

### Premiul BAFTA
- BAFTA pentru cea mai bună coloană sonoră - Ennio Morricone (câștigat)
- BAFTA pentru cel mai bun actor în rol secundar - Sean Connery (nominalizat)
- BAFTA pentru cele mai bune costume - Marilyn Vance (nominalizat)
- BAFTA pentru production design - William A. Elliott (nominalizat)

### Premiul globul de Aur
- Premiul Globul de Aur pentru cel mai bun actor în rol secundar - Sean Connery (câștigat)
- Premiul Globul de Aur pentru cea mai bună coloană sonoră - Ennio Morricone (nominalizat)